# BoA COMPLETE CLIPS 2004-2006
『BoA COMPLETE CLIPS 2004-2006』(ボア・コンプリート・クリップス 2004-2006)は韓国の歌手BoAのビデオ・クリップ集。

## 解説
ビデオ・クリップ集としては2003年発売の『8 Films』より、約4年ぶりの発売となる。
本作はライブ・ビデオの『BoA the LIVE 裏ボア...聴かせ系』との同時発売となっており、2003年に発売された10thシングル『Shine We Are!』から2006年に発売された22ndシングル『Winter Love』までのシングルのビデオ・クリップが収録された。

## 収録曲
1. Shine We Are!
2. DOUBLE
3. Rock With You
4. Be the one
5. QUINCY
6. メリクリ
7. DO THE MOTION
8. make a secret
9. 抱きしめる
10. Everlasting
11. 七色の明日～brand new beat～
12. KEY OF HEART
13. Winter Love